# Ларкспер (Калифорния)

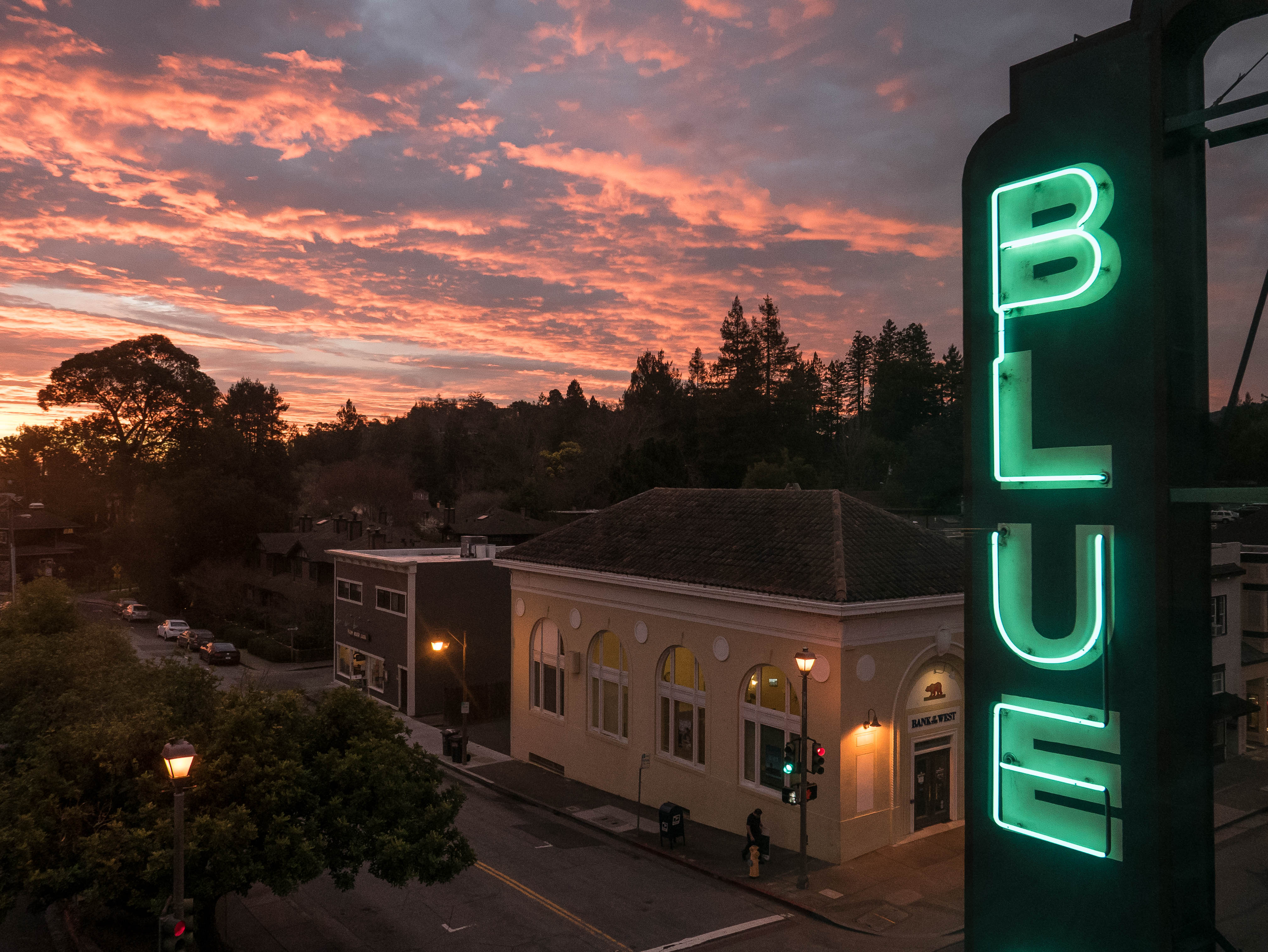
Вид на Ларкспер на рассвете, из исторического отеля Blue Rock (ранее отель Мервин, построенный в 1895 году)

Ларкспер — город в округе Марин, Калифорния, США. Ларкспер находится в 5 км к югу от административного центра округа Сан-Рафел на высоте 13 м над уровнем моря. По состоянию на переписи 2010 года, население города 11 926 человек. Город расположен к северу от Сан-Франциско рядом с горой Тамальпайс. Имеет общий департамент полиции с соседним городом Корте-Мадера и городом Сан-Ансельмо.

## География
В соответствии с Бюро переписи населения США, город имеет общую площадь 8,4 км², из которых 7,8 км² занимает земля и 0,6 км² — вода.

## История
Чарльз Райт заложил город в 1887. Первое почтовое отделение открылось в 1891. Город получил статус города 1 марта 1908 года.
Исторический район города известный также как «Old Downtown Larkspur», зачислен в Национальный регистр исторических мест в 1982 году.

## В популярной культуре
Сцены в 1949 фильма в стиле нуар «Удар» сняты в вокруг и в городе Ларкспер, в том числе дома и бензоколонки семьи Пробертом, в том месте, где теперь находится «Таверна» на ручье Ларк.
Заключительные сцены фильма Клинта Иствуда «Грязный Гарри» 1971 года, были сняты в Ларкспер на старом Гравийном карьерe Хатчисона.

## Известные люди
- Мэтт Дойл, бродвейский актер.
- Эрин Грэй, американская актриса.
- Дженис Джоплин, американская рок-певица.
- Леон Юрис, американский писатель.
- Робин Уильямс, актёр (учился в средней школе в Ларкспер)

## Паромное и ж/д сообщение
В Ларкспере находится, главный паромный терминал для пригородного пассажирского паромного сообщения между округом Марин и Финансовым кварталом Сан-Франциско. Обслуживает пассажиропоток более чем 8500 человек в день.
К паромному терминалу подведен участок железной дороги Сонома-Марин. Железная Дорога (SMART), состоит из четырнадцать станций, от Ларкспера до Кловердейла, в настоящее время находится в тестовой эксплуатации связывая округ Марин, округ Сонома.